# Gines
Gines er en by og kommune i det sydlige Spanien i provinsen Sevilla. Den har et indbyggertal på 13.524 (2024) indbyggere.